# هاري إي. ريختر
هاري إي. ريختر (بالإنجليزية: Harry E. Richter)‏ هو سياسي أمريكي، ولد في 23 أبريل 1847 في الولايات المتحدة، وتوفي في 15 ديسمبر 1911. حزبياً، نشط في الحزب الجمهوري. وقد انتخب عضو مجلس نواب كنساس.